# Obi (wyspa)
Obi (indonez. Pulau Obi, inne nazwy: Obira, Utara) – wyspa w Indonezji położona na południe od Halmahery. Wyspa położona jest w prowincji Moluki Północne, a jej powierzchnia wynosi 2542 km². Najwyższy punkt na Obi wznosi się na 1611 m n.p.m.
Ludność zróżnicowana etnicznie. Według danych z lat 70. XX wieku mieszkańcy wyspy posługują się językami tobelo, ternate, buton i malajskim Moluków Północnych (malajskim wyspy Ternate).